# Università statale aerospaziale della Siberia
L'Università statale aerospaziale della Siberia (in russo Сибирский государственный аэрокосмический университет имени академика М. Ф. Решетнёва?) è un'università russa a Krasnojarsk, fondata nell'anno 1960. Lo scopo dell'università è quello di preparare specialisti altamente qualificati nel campo dell'aerospazio, aeronautica, economia, gestione e marketing. L'università è stata istituita come un ramo dell'Istituto tecnico di Krasnojarsk. Negli anni 1960-1980 l'università formava specialisti per la cooperazione spaziale con le imprese della città segreta Krasnojarsk-24. Dopo il crollo dell'Unione Sovietica, il rettore ha ampliato le sue attività con l'istituzione educativa Beljakov.